# Comuna Pavlenkove, Novopskov
Pavlenkove (în ucraineană Павленкове) este o comună în raionul Novopskov, regiunea Luhansk, Ucraina, formată din satele Pavlenkove (reședința) și Trembaceve.

## Demografie
Componența lingvistică a comunei Pavlenkove
     Ucraineană (95,41%)
     Rusă (4,49%)
     Alte limbi (0,09%)
Conform recensământului din 2001, majoritatea populației comunei Pavlenkove era vorbitoare de ucraineană (95,41%), existând în minoritate și vorbitori de rusă (4,49%).